# Bahnhof Wien Zentralfriedhof
Der Bahnhof Wien Zentralfriedhof ist eine Betriebsstelle im 11. Wiener Gemeindebezirk Simmering. Östlich der Haltestelle befindet sich der namensgebende Wiener Zentralfriedhof, westlich des Bahnsteigs erstreckt sich der Zentralverschiebebahnhof Wien-Kledering.

## Geschichte
Der Bahnhof Zentralfriedhof ging zusammen mit der Aspangbahn (Wien Aspangbahnhof – Zentralfriedhof – Maria Lanzendorf – Felixdorf) am 7. August 1881 in Betrieb. Die Strecke zwischen Wien Aspangbahnhof und Zentralfriedhof war zweigleisig ausgeführt, die weitere Strecke nach Sollenau Aspangbahnhof eingleisig. Beim Bau der Aspangbahn wurde eine Flügelstrecke vom Bahnhof Zentralfriedhof zum benachbarten Bahnhof Klein Schwechat projektiert, die am 6. Dezember desselben Jahres eröffnet wurde und die Verbindung zur Donauländebahn herstellte.
Die Eisenbahngesellschaft Wien-Aspang (EWA) war an einem Leichentransport zum Zentralfriedhof nicht interessiert, dennoch war ursprünglich eine Abzweigung zum Friedhofsbereich eingeplant. Der Betrieb des Bahnhofs Zentralfriedhof war für die EWA insbesondere um Allerheiligen ein gutes Geschäft. So hielten am 1. November 1881 32 separate Personenzüge am Zentralfriedhof, die die Strecke Hauptzollamt zum Zentralfriedhof fuhren. Zunächst war den Zügen eine Höchstgeschwindigkeit von 25 km/h (nachts: 22 km/h) erlaubt, erst 1882 wurde die Höchstgeschwindigkeit auf 55 km/h erhöht. Neben den Zügen der EWA hielten auch täglich acht Züge der Elisabeth-Bahn in der Station Zentralfriedhof und auch der Orient-Express erhielt einen direkten Anschluss zum Zentralfriedhof. Auch die Südbahn führte zu Allerheiligen Züge zum Zentralfriedhof. Alleine die EWA konnte auf Grund des Bedarfs der Friedhofsbesucher am 1. November 1902 37.000 Personen mit 112 EWA-Züge befördern. Durch die Elektrifizierung der Straßenbahn und deren Ausbau nach Schwechat verlor die EWA jedoch an Marktanteilen und musste den Betrieb zum Zentralfriedhof zeitweise einstellen.
Mit der Stilllegung der Wiener Stadtstrecke der Pressburger Bahn am 3. April 1945 wurden die Züge dieser Strecke zwischen Wien Hauptzollamt und Klein Schwechat ab 26. Juli 1945 über die Aspangbahn nach Klein Schwechat geführt.
Die direkte Fortführung der Aspangbahn von Zentralfriedhof nach Maria Lanzendorf wurde am 29. Mai 1979 stillgelegt, um Baufreiheit für den Zentralverschiebebahnhof zu schaffen. Züge in Richtung Felixdorf und Wiener Neustadt fuhren seitdem über die Ostbahn. Mit der Teilinbetriebnahme des Zentralverschiebebahnhofs Wien im September 1983 wurde auch das Verbindungsgleis vom Bahnhof Wien Zentralfriedhof in Betrieb genommen, wodurch den Bahnhof Wien Zentralfriedhof wieder zum Abzweigbahnhof wurde.
Anfang der 1990er Jahre wurde der Beschluss gefasst, den Flughafen Wien-Schwechat durch eine leistungsfähige zweigleisige Eisenbahnstrecke an das Zentrum Wiens anzubinden. Hierzu war im Bereich des Zentralfriedhofs eine Neutrassierung vorgesehen. Die ursprüngliche Führung entlang des Friedhofs wurde zugunsten einer weiter nach Süden ausholenden Trasse aufgegeben. Die Baumaßnahmen begannen am 30. Juni 2001 mit der Schließung der Strecke. Anfangs sahen die Pläne die dauerhafte Auflassung des Bahnhofs Zentralfriedhof vor. Später sah die ÖBB die Errichtung eines Bedarfshaltepunkts vor, der zu besonderen Anlässen, wie Allerheiligen oder Allerseelen, bedient werden sollte. Mit seiner Neueröffnung am 15. Dezember 2002 blieb er als regulärer Haltepunkt bestehen.

## Verkehr
Die Station wird halbstündlich von der Linie S7 der Wiener Schnellbahn bedient. Mit der Linie bestehen direkte Verbindungen nach Wien Floridsdorf, Wien Handelskai, zum Flughafen Wien-Schwechat sowie stündlich nach Wolfsthal an der Grenze zur Slowakei.
| Linie | Verlauf |
| ----- | --- |
| S7    | (Laa an der Thaya –) Mistelbach – Wolkersdorf – Wien Floridsdorf – Wien Handelskai – Wien Traisengasse – Wien Praterstern – Wien Mitte – Wien Rennweg – Wien St. Marx – Wien Geiselbergstraße – Wien Zentralfriedhof – Wien Kaiserebersdorf – Schwechat – Mannswörth – Flughafen Wien – Fischamend – Maria Ellend a.d. Donau – Haslau – Regelsbrunn – Wildungsmauer – Petronell-Carnuntum – Bad Deutsch-Altenburg – Hainburg a.d. Donau Kulturfabrik – Hainburg a.d. Donau Personenbahnhof – Hainburg a.d. Donau Ungartor – Wolfsthal |